# アフマド・アル＝ジャービル空軍基地
アフマド・アル＝ジャービル空軍基地（アフマド・アル＝ジャービルくうぐんきち、قاعدة أحمد الجابر الجوية）は、クウェートのアハマディ県に位置する、クウェート空軍の基地である。

## 概要
アフマド・アル＝ジャービル空軍基地は1990年のイラクによるクウェート侵攻の際、イラク空軍の攻撃によって滑走路が使用不能となり、クウェート空軍のミラージュF1戦闘機とA-4攻撃機は基地周辺の道路への着陸を余儀なくされた。
イラク軍は基地占領後、30門のGC-45榴弾砲を配備し、硬化コンクリート製格納庫を軍需物資の保管庫として使用したため、砂漠の嵐作戦の準備を進めていたアメリカ軍は、イラクの化学兵器が配備されることを危惧した。このため、1991年の湾岸戦争においては多国籍軍の空爆対象となり、開戦初日には空母「ミッドウェイ」（USS Midway,CV-41）を発艦した第115攻撃飛行隊のA-6E攻撃機3機がMk 83無誘導爆弾を投下したほか、同日夜にフランス空軍のジャギュア攻撃機12機が基地を空爆している。
湾岸戦争後、イラク国境まで約120キロメートルという距離に位置することから、アメリカ空軍州兵とアメリカ空軍予備役軍団のA-10A攻撃機およびF-16戦闘機がローテーション展開するようになり、2014年11月22日にはイタリア空軍のトーネード IDS攻撃機4機とKC-767A空中給油機が展開したほか、2014年10月15日から2015年9月30日の期間にわたってデンマーク空軍のF-16AM戦闘機7機が展開した。
2016年5月からはアメリカ空軍第332航空遠征航空団が配置され、ISILに対する国際軍事介入における軍事作戦を支援し、基地にはアメリカ空軍のほか、アメリカ海兵隊も航空機を展開させている。

## 所在部隊
アフマド・アル＝ジャービル空軍基地には、以下の部隊が所在している。

### クウェート空軍
クウェート空軍は、F-18C/D飛行隊の2個戦闘攻撃飛行隊（第9、第25戦闘攻撃飛行隊）と1個訓練飛行隊（第61戦闘攻撃飛行隊）を配備し、集中運用している。
- 第9戦闘攻撃飛行隊 - F-18C/D
- 第25戦闘攻撃飛行隊 F-18C/D
- 第61戦闘攻撃飛行隊 - F-18C/D

### アメリカ空軍
航空戦闘軍団隷下
- 第9空軍（英語版）
  - 第332航空遠征航空団（英語版）